# Хайнрих I фон Вирнебург
Хайнрих I фон Вирнебург (на немски: Heinrich I von Virneburg; * ок. 1238; † сл. 1298) е каноник в Карден (1238 – 1241) и граф на Вирнебург (1242 – 1289) в днешен Рейнланд-Пфалц, Германия.

## Биография
Той е големият син на граф Херман III фон Вирнебург († сл. 1254) и съпругата му Лукардис фон Насау († 1222), дъщеря на граф Рупрехт III фон Насау († 1191) и Елизабет фон Лайнинген, графиня фон Шаумбург († 1235/1238). Брат е на Роберт I († сл. 1242), граф на Вирнебург (1238 – 1242), Херман († сл. 1293, от 1269 г. каноник на Мюнстермайфелд, Карден), и на Гертруд, омъжена за Вилекин (Вилхелм) фон Мандершайд († сл. 1270).
Графовете на Вирнебург се появяват за пръв път в документи като свидетели през 11 век. Център на графството и резиденция на род Вирнебурги е замък Вирнебург.
През 1288 г. Хайнрих I участва със синовете си Рупрехт II и Хайнрих II в битката при Воринген на страната на херцога на Брабант Йохан I.

## Фамилия
Хайнрих I се жени за Понцета/Понзета фон Оберщайн (1253 – 1311), дъщеря на Еберхард III фон Оберщайн и съпругата му Понцета. Те имат децата:
- Рупрехт II († 1308), граф на Вирнебург и бургграф на Кохем, женен за Кунигунда фон Нойенар († сл. 1329)
- Мехтхилд († 1275), омъжена пр. 25 ноември 1275 г. за фогт Херман фон Мюленарк († 1294/1296)
- Вернер († 1306, Лацио, Рим), домхер и каноник в Св. Гереон в Кьолн
- Еберхард († сл. 1332), комтур на Тевтонския орден в Рамерсдорф
- Филип II († сл. 1324), женен за Хилла фон Кисен († сл. 1292)
- Фридрих († 1329), приор в Св. Куниберт и домхер в Кьолн, каноник в Ксантен, свещеник в Будел и Лонгерих (1307)
- Кунигунда († 1328), омъжена за Йохан II фон Райфершайд 'Стари', майор на Кьолн († 1317)
- Елизабет († сл. 13 ноември 1328), абатиса на Св. Урсула в Кьолн (1304 – 1318), абатиса на Св. Квирин в Нойс (1314 – 1328), абатиса на Роландсверт (1322)
- Понцета/Понзета († 1327), абатиса на Диткирхен близо до Бон (1307), абатиса на Вилих (1307 – 1326)
- Имагина († сл. 1312/1322), абатиса на св. Мария в капитол Кьолн (1312)
- Маргарета, канонеса в Есен
- Лиза († 1304), омъжена I. пр. 1285 г. за граф Хайнрих V фон Кесел-Бройч († 1285), II. на 18 март 1286 г. за граф Дитрих Луф II фон Клеве-Хюлхрат (ок. 1262 – 1308/1309)
- Хайнрих II († 1332), архиепископ и курфюрст на Кьолн (1304 – 1332)